# Мена, Максимо
Максимо Мена (исп. Máximo Mena, 1942 — 29 мая 1969) — аргентинский рабочий, член SMATA (ВКТ), убитый полицейскими в Кордове во время всеобщей забастовки. Гибель Максимо Мены подтолкнуло население города к вооружённому восстанию против диктатуры, получившему название «кордобасо».